# Бурдатский
Бурдатский — посёлок в Ленинградском районе Краснодарского края Российской Федерации.
Входит в состав Восточного сельского поселения.

## География
Посёлок находится на левом берегу реки Сосыка (на противоположном берегу — посёлок Утро), на расстоянии 16 км к юго-востоку от станицы Ленинградская, административного центра района.

## Население
| 2002 | 2010 |
| ---- | ---- |
| 46   | ↗88  |

## Улицы
В посёлке имеется одна улица — Степная.